# Albiorix (mjesec)
Albiorix (također Saturn XXVI) je prirodni satelit planeta Saturn, s oko 32 kilometra u promjeru i orbitalnim periodom od 783.47 dana. Najveći iz galske grupe nepravilnih satelita.